# Guerino Di Tora
Guerino Di Tora (Roma, Itália, 2 de agosto de 1946) é um clérigo católico romano italiano e bispo auxiliar de Roma.

## Biografia
Guerino Di Tora completou seus estudos filosóficos e teológicos no Pontifício Seminário Romano. Em 14 de março de 1971, recebeu o Sacramento da Ordem do bispo auxiliar de Roma, Arcebispo Ugo Poletti. Obteve a licença em Teologia na Pontifícia Universidade Lateranense e frequentou a Faculdade de Pedagogia e Psicologia na Pontifícia Universidade Salesiana.
Ocupou os seguintes cargos e ministérios: Assistente no Pontifício Seminário Romano de 1971 a 1974; Vigário Paroquial de San Policarpo in Cinecittà de 1975 a 1985; Pároco da mesma paróquia de 1985 a 1998; Prefeito da XXI Prefeitura de Roma de 1994 a 1998; Membro do Colégio dos Consultores de Roma de 1995 a 1998. A partir de 1997 até sua nomeação, foi Diretor da Cáritas Diocesana de Roma e, a partir de 1998, Reitor da Igreja de Santa Cecília em Trastevere.
Foi também professor de religião, capelão assistente nas prisões de Rebibbia e Regina Coeli e professor no Instituto Superior de Ciências Religiosas Ecclesia Mater, em Roma. Em 1995, foi nomeado Capelão de Sua Santidade.
Em 1º de junho de 2009, o Papa Bento XVI o nomeou bispo titular de Zuri e bispo auxiliar em Roma. O Cardeal Vigário da Diocese de Roma, Agostino Vallini, consagrou ele e Giuseppe Marciante em 11 de julho do mesmo ano, na Arquibasílica de São João de Latrão; os principais co-consagradores foram os bispos auxiliares de Roma, Luigi Moretti e Enzo Dieci.
Como bispo auxiliar, Monsenhor Di Tora ficou responsável pelo Setor Norte. O Papa Francisco o nomeou membro da Congregação para as Causas dos Santos em 4 de novembro de 2019.
Em 9 de setembro de 2022, o Papa Francisco aceitou a renúncia de Monsenhor Di Tora por motivos de idade.